# Keenan Evans
Keenan Cortez Evans (Richardson, 23 agosto 1996) è un cestista statunitense.

## Statistiche

### College
| Anno      | Squadra         | PG  | PT | MP   | TC%  | 3P%  | TL%  | RP  | AP  | PRP | SP  | PP   |
| --------- | --------------- | --- | -- | ---- | ---- | ---- | ---- | --- | --- | --- | --- | ---- |
| 2014-2015 | TTU Red Raiders | 32  | 3  | 18,2 | 36,9 | 30,2 | 71,6 | 2,0 | 1,4 | 0,8 | 0,3 | 5,8  |
| 2015-2016 | TTU Red Raiders | 32  | 31 | 25,1 | 41,2 | 37,5 | 75,6 | 2,9 | 2,9 | 1,0 | 0,3 | 8,7  |
| 2016-2017 | TTU Red Raiders | 31  | 30 | 30,4 | 46,4 | 43,2 | 84,9 | 2,8 | 3,0 | 1,0 | 0,2 | 15,4 |
| 2017-2018 | TTU Red Raiders | 36  | 35 | 29,5 | 47,1 | 32,0 | 81,7 | 3,1 | 3,2 | 1,1 | 0,3 | 17,6 |
| Carriera  | Carriera        | 131 | 99 | 25,9 | 44,4 | 36,0 | 79,7 | 2,7 | 2,6 | 1,0 | 0,3 | 12,0 |

### Eurolega
| Anno      | Squadra          | PG | PT | MP   | TC%  | 3P%  | TL%  | RP  | AP  | PRP | SP  | PP   |
| --------- | ---------------- | -- | -- | ---- | ---- | ---- | ---- | --- | --- | --- | --- | ---- |
| 2021-2022 | Maccabi Tel Aviv | 33 | 32 | 25,2 | 44,2 | 32,9 | 87,9 | 2,5 | 3,5 | 1,2 | 0,2 | 8,2  |
| 2022-2023 | Žalgiris Kaunas  | 17 | 17 | 26,2 | 50,6 | 45,8 | 81,3 | 3,2 | 3,7 | 1,0 | 0,2 | 15,9 |
| 2023-2024 | Žalgiris Kaunas  | 34 | 34 | 27,4 | 48,1 | 43,5 | 89,5 | 2,8 | 3,9 | 1,2 | 0,1 | 17,3 |
| Carriera  | Carriera         | 84 | 83 | 26,3 | 47,6 | 41,7 | 87,2 | 2,7 | 3,7 | 1,2 | 0,1 | 13,4 |

## Palmarès

### Squadra
- Campionato bosniaco: 1

Igokea: 2019-2020
- Campionato lituano: 1

Žalgiris Kaunas: 2022-2023
- Campionato greco: 1

Olympiakos: 2024-2025
- Coppa di Lega israeliana: 1

Maccabi Tel Aviv: 2021
- Coppa di Lituania: 2

Žalgiris Kaunas: 2022-2023, 2023-2024
- Supercoppa greca: 1

Olympiakos: 2024

### Individuale
- All-Israeli League Second Team: 1

Hapoel Haifa: 2020-2021